# Nes (Noardeast-Fryslân)
Nes ist ein Dorf in der Gemeinde Noardeast-Fryslân in der niederländischen Provinz Friesland. Es liegt etwa 10 Kilometer nördlich von Dokkum und hat 365 Einwohner (Stand: 1. Januar 2024).
Nes befindet sich am Wattenmeer und war ursprünglich eine Halbinsel, bis es im 12. Jahrhundert eingedeicht wurde. Deshalb bedeutet der Name des Dorfes auch Landzunge. Vor der Gemeindereform, wobei Nes ein Teil von Dongeradeel geworden war, von 1984 war Nes Teil von Westdongeradeel. Seit 2019 ist die Ortschaft Teil der Gemeinde Noardeast-Fryslân.